# Marcus Nilsson (Leichtathlet)

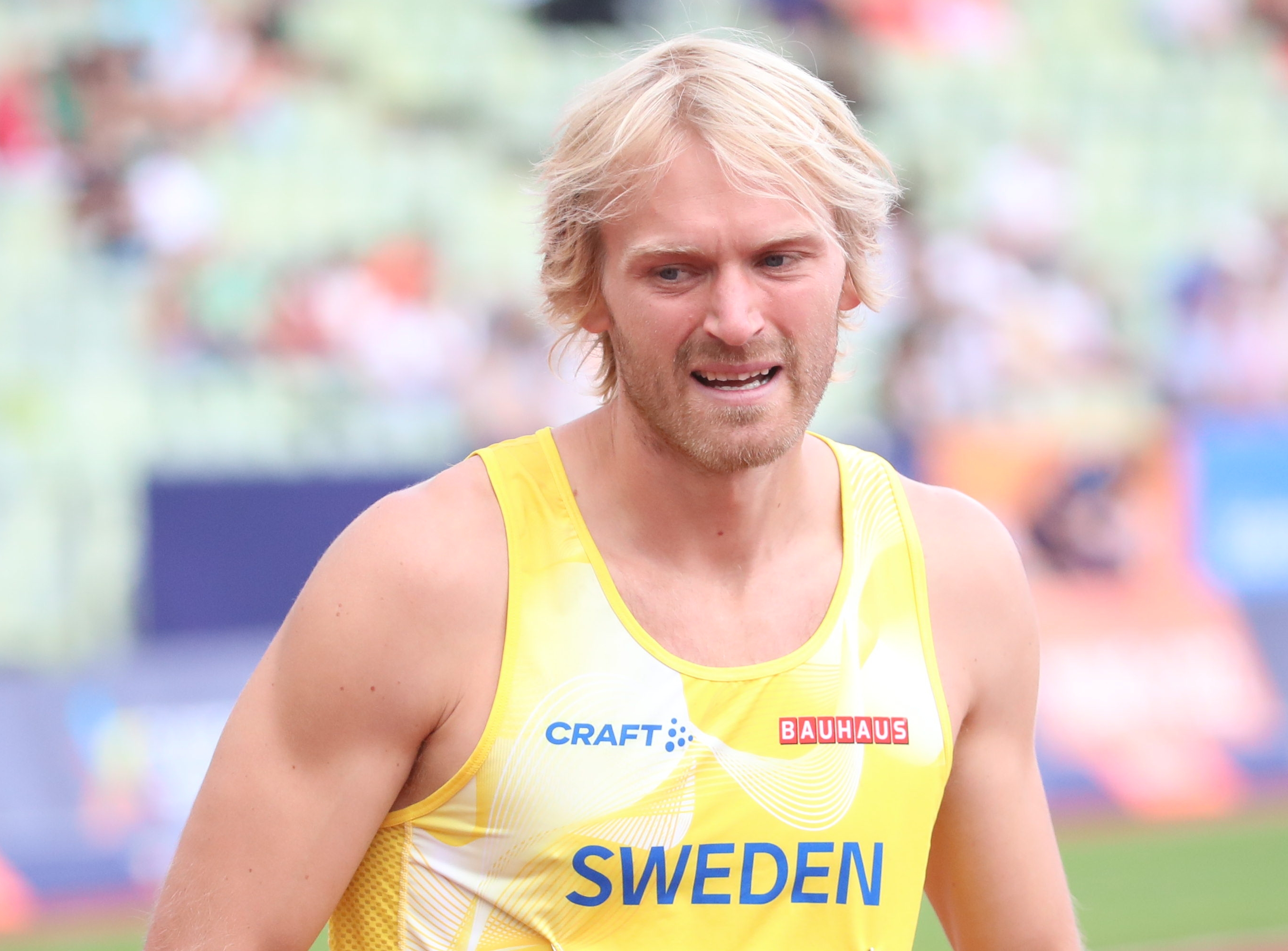
Marcus Nilsson, 2022

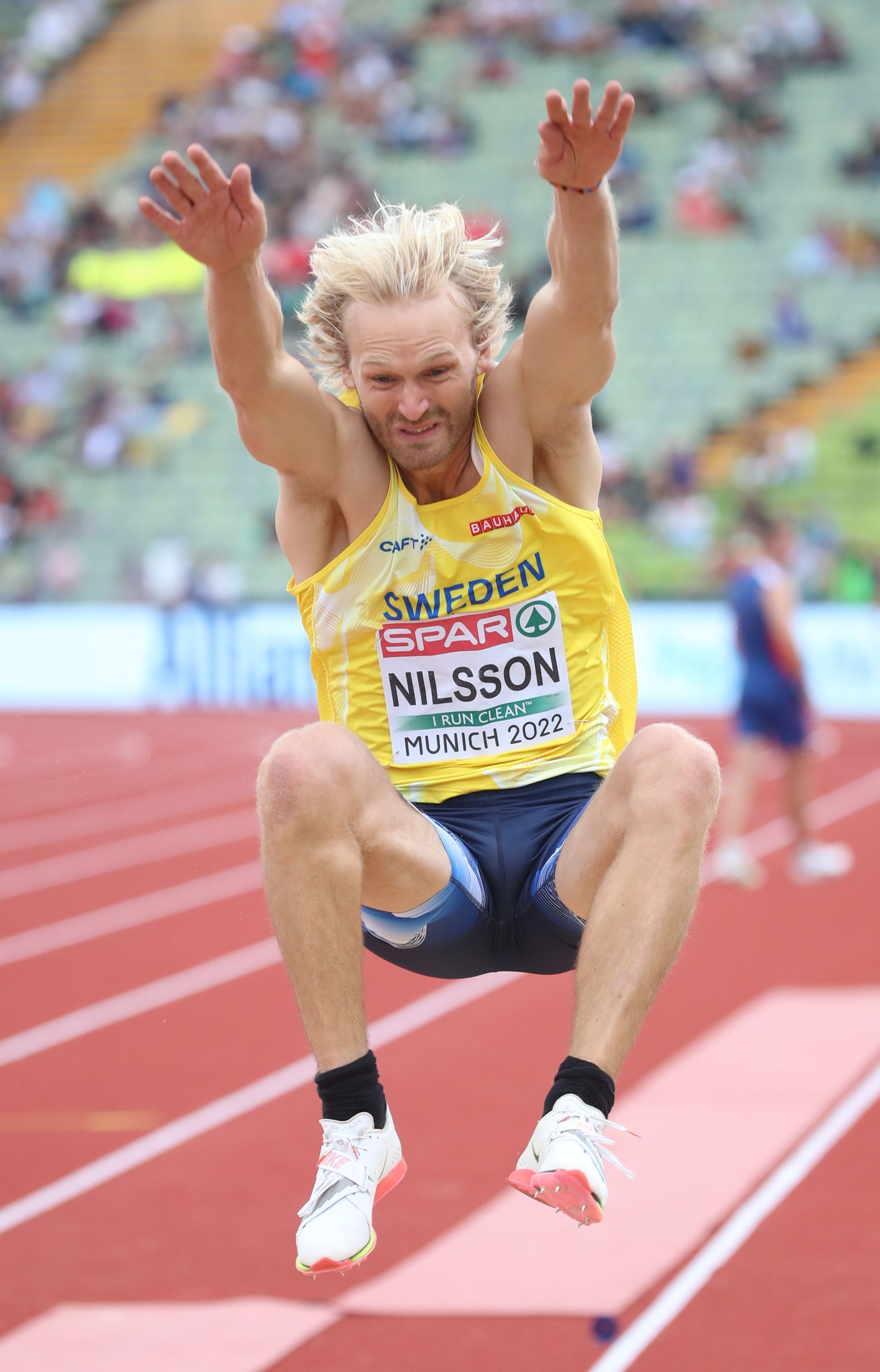
Nilsson bei den European Championships 2022 in München

Marcus Nilsson (* 3. Mai 1991 in Malmö) ist ein schwedischer Leichtathlet, welcher sich auf den Siebenkampf spezialisiert hat.

## Karriere
Am 20. und 21. Juni startete er im Zehnkampf bei den Juniorenweltmeisterschaften 2010 und erzielte im Wettkampf 7751 Punkte. Zudem hat er in der Teildisziplin Diskuswurf mit 45,18 Metern den Diskus am weitesten geworfen und mit einer Zeit von 49,54 Sekunden stellte er eine neue persönliche Bestleistung über im 400-Meter-Lauf auf. Mit den 7751 Punkten sicherte er sich hinter dem Franzosen Kevin Mayer und den Russen Ilja Schkurenjow die Bronzemedaille.
Im Jahr 2013 qualifizierte er sich erstmals für die Weltmeisterschaften, da er in Eugene mit 8104 Punkten eine neue persönliche Bestleistung aufstellte. Am 10. und 11. August konnte er diese Leistung beim Zehnkampfwettbewerb der Weltmeisterschaften 2013 nicht bestätigen. Mit nur 7540 Punkten belegte er den 24. Platz und damit den vorletzten Platz aller Teilnehmer, die den Wettbewerb beendet haben.
Bei den Europameisterschaften 2016 in Amsterdam konnte er seinen besten Zehnkampf bei Europameisterschaften abliefern. Am 6. und 7. Juli sammelte er im Olympiastadion Amsterdam 7942 Punkte. Zudem stellte er im Weitsprung mit 7,02 Metern eine neue persönliche Bestleistung auf. In der Gesamtwertung belegte er den achten Platz.
Am 17. Juni 2018 nahm er in Ratingen am Mehrkampf-Meeting teil und erzielte mit 8120 Punkten eine neue persönliche Bestleistung. Zudem konnte er im 110-Meter-Hürdenlauf mit 14,58 Sekunden eine weitere persönliche Bestleistung aufstellen. In der Gesamtwertung belegte er hinter Arthur Abele und Manuel Eitel den dritten Platz.

## Bestleistungen
| 100 m          | 11,24 s     | 4. Mai 2013    | Los Angeles |
| Weitsprung     | 7,02 m      | 6. Juli 2016   | Amsterdam   |
| Kugelstoßen    | 15,60 m     | 16. April 2014 | Azusa       |
| Hochsprung     | 2,02 m      | 6. Juni 2012   | Des Moines  |
| 400 m          | 49,54 s     | 20. Juli 2010  | Moncton     |
| 110 m Hürden   | 14,58 s     | 17. Juni 2018  | Ratingen    |
| Diskuswurf     | 48,43 m     | 25. Mai 2017   | Linköping   |
| Stabhochsprung | 5,10 m      | 4. April 2015  | Los Angeles |
| Speerwurf      | 65,33 m     | 2. Juli 2017   | Monzón      |
| 1500 m         | 4:18,01 min | 7. Juni 2012   | Des Moines  |
| Zehnkampf      | 8120 Punkte | 17. Juni 2018  | Ratingen    |